# Xian de Qu
Le xian de Qu (渠县 ; pinyin : Qú Xiàn) est un district administratif de la province du Sichuan en Chine. Il est placé sous la juridiction de la ville-préfecture de Dazhou.

## Démographie
La population du district était de 1 310 424 habitants en 1999.

## Monuments
Le mausolée de la famille Shen (Dynastie Han) et ses deux colonnes (zh).